# Real Deportivo Oriamendi
El Real Deportivo Oriamendi fou un club de futbol asturià de la ciutat de Gijón.
El club va ser fundat el 1939 com a resultat de la fusió de Club Gijón (fundat el 1928) i Oriamendi FC.
Començà jugant a Segona Divisió, però fou descendit malgrat quedar quart del seu grup, per una nova reglamentació federativa. L'any 1944 es fusionà amb el Club Hispania de Gijón, esdevenint Real Deportivo Oriamendi-Hispania, i canviant el nom a Real Deportivo Gijonés el 1945, en convertir-se en filial de l'Sporting de Gijón. Desaparegué el 1948. Evolució del nom:
- Club Gijón (1928-1939)
- Real Deportivo Oriamendi (1939-1944)
- Real Deportivo Oriamendi-Hispania (1944-1945)
- Real Deportivo Gijonés (1945-1948)

## Temporades
| Temporada | Nivell | Divisió    | Posició | Copa del Rei  |
| --------- | ------ | ---------- | ------- | ------------- |
| 1939/40   | 2      | 2a Divisió | 4t      |               |
| 1940/41   | 4      | 1a Reg.    | 3r      |               |
| 1941/42   | 4      | 1a Reg.    | 1r      |               |
| 1942/43   | 4      | 1a Reg.    | 2n      |               |
| 1943/44   | 3      | 3a Divisió | 2n      | Primera ronda |